# William Tackaert
William Tackaert (Zele, 9 agosto 1956) è un ex ciclista su strada belga, professionista dal 1979 al 1987.

## Carriera
Professionista dal 1979 al 1987, vanta la vittoria di un'edizione dell'E3 Prijs Vlaanderen, nel 1983, e di una della Kuurne-Bruxelles-Kuurne, nel 1985. Nel suo palmarès figurano diverse affermazioni in semiclassiche del panorama ciclistico belga e in frazioni di brevi corse a tappe, e podi in importanti corse come Quatre Jours de Dunkerque (terzo nel 1983), Tour du Luxembourg (secondo nel 1984 e nel 1985), Freccia Vallone (secondo nel 1984), Grand Prix Pino Cerami (terzo nel 1984).
Ha preso parte a due edizioni consecutive dei campionati del mondo su strada, nel 1984 e nel 1985.

## Palmarès
- 1978 (Dilettanti, due vittorie)

Tour of the Cotswolds
Classifica Generale Omloop van Zeeuws-Vlaanderen
- 1979 (Daf Trucks, una vittoria)

1ª tappa Driedaagse De Panne - Koksijde (La Panne > Tielen)
- 1980 (Daf Trucks, due vittorie)

Circuit de Wallonie
2ª tappa, 1ª semitappa Étoile des Espoirs (Mauléon > Sauveterre de Béarn)
- 1981 (Daf Trucks, una vittoria)

3ª tappa, 1ª semitappa Critérium du Dauphiné Libéré
- 1982 (Daf Trucks, due vittorie)

Nokere Koerse
Liedekerkse Pijl
- 1983 (Splendor, una vittoria)

E3 Prijs Vlaanderen
- 1984 (Fangio, due vittorie)

Omloop der Vlaamse Ardennen - Ichtegem
1ª tappa Tour du Luxembourg (Lussemburgo > Dippach)
- 1985 (Fangio, sei vittorie)

Kuurne-Bruxelles-Kuurne
Zomergem-Adinkerke
Omloop van het Waasland - Kemzeke
Ruddervoorde - St-Elooisprijs
1ª tappa Driedaagse De Panne - Koksijde (Tielen > Herzele)
4ª tappa Herald Sun Tour

### Altri successi
- 1976 (Dilettanti, una vittoria)

Southport Grand Prix - International Criterium
- 1978 (Dilettanti, due vittorie)

Criterium di Zele
Criterium di Zwalm
- 1980 (Daf Trucks, una vittoria)

Kermesse di Helchteren
- 1981 (Daf Trucks, tre vittorie)

Criterium di Sint-Gillis-Waas
Kermesse di Willebroek
Kermesse di Schendelbeke
- 1982 (Daf Trucks, due vittorie)

Criterium di Wetterem
Kermesse di Oostakker
- 1983 (Splendor, una vittoria)

Omloop Mandel-Leie-Schelde (Corsa derny)
- 1984 (Fangio, cinque vittorie)

Grand Prix Frans Melckenbeeck - Kermesse di Lede
Omloop van de Wase Scheldekant - Kermesse di Temse
Kermesse di Deimze
Kermesse di Oostkamp
Kermesse di Gistel
- 1985 (Fangio, sei vittorie)

Nielse Pijl - Kermesse di Gingelom
Criterium di Geelong
Kermesse di Sint-Denijs
Kermesse di Beveren-Leie
Kermesse di Ruddervoorde
Kermesse di Anderlues
Kermesse di Wanzele
- 1986 (Fangio, quattro vittorie)

Kermesse di Putte-Mechelen
Kermesse di Mere
Kermesse di Ruiselede
Kermesse di Aartrijke
- 1987 (Fangio, una vittoria)

Kermesse di Oostkamp

## Piazzamenti

### Grandi Giri
- Tour de France

1979: ritirato (alla 16ª tappa)
1980: 82º
1981: 93º
1982: ritirato (alla 19ª tappa)
1983: ritirato (alla 3ª tappa)
- Vuelta a España

1986: ritirato (alla ? tappa)

### Classiche monumento
- Milano-Sanremo

1980: 37º
1983: 76º
- Giro delle Fiandre

1980: 32º
1981: 39º
1983: 27º
1984: 29º
- Parigi-Roubaix

1980: 8º

### Competizioni mondiali
- Campionati del mondo

Barcellona 1984 - In linea: ?
Giavera del Montello 1985 - In linea: ?